# Millennium (album)
Millennium – trzeci album amerykańskiego boysbandu Backstreet Boys wydany 18 maja 1999 roku przez Jive Records.
Płyta zawiera 14 utworów (w tym 2 dodatki) i trwa niespełna godzinę. Materiał zarejestrowano w Sztokholmie i Orlando. Na krążku znalazły się 4 single. Album dedykowany jest Denizzowi Poppowi w podziękowaniu za to, co zrobił dla zespołu.
W ciągu pierwszego tygodnia sprzedaży rozszedł się w ilości 1 134 000 egzemplarzy. Album przez 10 tygodni zajmował pierwsze miejsce na liście „Billboard 200”. Został również uznany za „album roku” na Grammy Awards. Zajmował pierwsze miejsca list przebojów w 26 krajach na całym świecie.
W Polsce nagrania uzyskały status złotej płyty.

## Lista utworów
1. "Larger Than Life" (Max Martin, Kristian Lundin, Brian T.Littrell) – 3:52
2. "I Want It That Way (Max Martin, Andreas Carlsson) – 3:33
3. "Show Me The Meaning Of Being Lonely" (Max Martin, Herbert Crichlow) – 3:54
4. "It's Gotta Be You" (Max Martin, R.J.Lange) – 2:56
5. "I Need You Tonight" (Andrew Fromm) – 4:23
6. "Don't Want You Back" (Max Martin) – 3:25
7. "Don't Wanna Lose You Now" (Max Martin) – 3:54
8. "The One" (Max Martin, Brian T.Littrell) – 3:45
9. "Back To Your Heart" (Kevin Richardson, Gary Baker, Jason Blume) – 4:21
10. "Spanish Eyes" (Andrew Fromm, Sandy Linzer) – 3:53
11. "No One Else Comes Close" (Joe Thomas, Gary Baker, Wayne Perry) – 3:42
12. "The Perfect Fan" (Brian T.Littrell, Thomas L.Smith) – 4:13
13. "I'll Be There For You" (Gary Baker, Wayne Perry, Timmy Allen) – 4:37
14. "You Wrote The Book On Love" (Gary Baker, Wayne Perry, Butch Johnson) – 4:38

## Wydania
- Azjatycka edycja albumu zawierała piosenkę "I'll Be There For You", australijska "You Wrote The Book On Love", wersja japońska zawierała inne dodatki
- W niektórych wydaniach wraz z płytą można było dostać karty kolekcjonerskie
- Na niektórych krążkach pojawiły się zremiksowane piosenki "Larger Than Life" i "Show Me The Meaning of Being Lonely"
- Edycja "The Multi-Platinum Edition" wydana później (z piosenką "I'll Be There For You") zawierała kasetę VCD z teledyskami z tego albumu

## Single
1. "I Want It That Way" – 1999
2. "Larger Than Life" – 1999
3. "Show Me The Meaning Of Being Lonely" – 2000
4. "The One" – 2000

## Miejsca na najważniejszych listach przebojów
Album
| Rok  | Lista             | Pozycja |
| ---- | ----------------- | ------- |
| 1999 | The Billboard 200 | 1       |

Single
| Rok  | Singel                                | Lisia                 | Pozycja |
| ---- | ------------------------------------- | --------------------- | ------- |
| 1999 | "I Want It That Way"                  | The Billboard Hot 100 | 6       |
| 1999 | "I Want It That Way"                  | Adult Contemporary    | 1       |
| 1999 | "I Want It That Way"                  | UK Singles Chart      | 1       |
| 1999 | "Larger Than Life"                    | The Billboard Hot 100 | 25      |
| 1999 | "Larger Than Life"                    | UK Singles Chart      | 5       |
| 2000 | "Show Me the Meaning of Being Lonely" | The Billboard Hot 100 | 6       |
| 2000 | "Show Me the Meaning of Being Lonely" | UK Singles Chart      | 3       |
| 2000 | "The One"                             | The Billboard Hot 100 | 30      |
| 2000 | "The One"                             | UK Singles Chart      | 8       |